# Division 1 i amerikansk fotboll 2002
Division 1 var den näst högsta serien i amerikansk fotboll för herrar i Sverige 2002. Serien var uppdelad på fyra olika geografiska serier. Vinst gav 2 poäng, oavgjort 1 poäng och förlust 0 poäng.
Det bästa laget i varje serie gick vidare till Division 1 slutspel.

## Norra
Division 1 Norra spelades i en A- och en B-grupp där lagen mötes i dubbelmöten inom grupperna och enkelmöten mellan grupperna.

### Grupp A
|   | Lag                  | SM | V | F | O | GP  | IP  | Poäng |
| - | -------------------- | -- | - | - | - | --- | --- | ----- |
| 1 | Jamtland Republicans | 9  | 9 | 0 | 0 | 298 | 56  | 18    |
| 2 | Sundsvall Flames     | 9  | 7 | 2 | 0 | 353 | 159 | 14    |
| 3 | Luleå Eskimos        | 9  | 2 | 7 | 0 | 127 | 278 | 4     |
| 4 | Westerbotten Huskies | 9  | 1 | 7 | 1 | 134 | 293 | 3     |
|   | Grupp B              | SM | V | F | O | GP  | IP  | P     |
| 5 | Avesta Guardians     | 8  | 5 | 3 | 0 | 249 | 129 | 10    |
| 6 | Gefle Red Devils     | 8  | 3 | 5 | 0 | 118 | 215 | 6     |
| 7 | Ludvika Wolverines   | 8  | 2 | 5 | 1 | 106 | 254 | 5     |

|                      | AG    | GRD   | JR    | LW   | LE    | SF    | WH    |
| -------------------- | ----- | ----- | ----- | ---- | ----- | ----- | ----- |
| Avesta Guardians     | -     | 36-0  | 20-34 | 48-8 | -     | 27-34 | -     |
| Gefle Red Devils     | 13-12 | -     | 0-37  | 8-20 | 54-14 | -     | -     |
| Jamtland Republicans | -     | -     | -     | 46-0 | 44-3  | 26-13 | 46-0  |
| Ludvika Wolverines   | 0-34  | 38-14 | -     | -    | -     | 26-56 | 14-14 |
| Luleå Eskimos        | 14-24 | -     | 6-18  | 34-0 | -     | 14-35 | 28-6  |
| Sundsvall Flames     | -     | 42-0  | 6-26  | -    | 73-0  | -     | 49-28 |
| Westerbotten Huskies | 26-48 | 16-28 | 8-21  | -    | 24-14 | 12-45 | -     |

## Östra
Division 1 Östra spelades i en A- och en B-grupp där lagen mötes i dubbelmöten inom grupperna och enkelmöten mellan grupperna.

### Grupp A
|   | Lag                      | SM | V | F | O | GP  | IP  | Poäng |
| - | ------------------------ | -- | - | - | - | --- | --- | ----- |
| 1 | KTH Osquars              | 8  | 7 | 1 | 0 | 255 | 39  | 14    |
| 2 | Täby Flyers              | 8  | 6 | 2 | 0 | 241 | 88  | 12    |
| 3 | Örebro Black Knights     | 8  | 5 | 3 | 1 | 277 | 114 | 10    |
|   | Grupp B                  | SM | V | F | O | GP  | IP  | P     |
| 4 | Uppsala 86ers            | 9  | 3 | 4 | 2 | 183 | 217 | 8     |
| 5 | Eskilstuna T-Town Tigers | 9  | 2 | 4 | 3 | 106 | 174 | 7     |
| 6 | Roslagen Bulldogs        | 9  | 2 | 5 | 2 | 62  | 233 | 6     |
| 7 | Telge Truckers           | 9  | 1 | 7 | 1 | 40  | 299 | 3     |

|                          | ETT   | KTH   | RB   | TT    | TF    | U86   | ÖBK  |
| ------------------------ | ----- | ----- | ---- | ----- | ----- | ----- | ---- |
| Eskilstuna T-Town Tigers | -     | 0-35  | 42-2 | 32-6  | -     | 6-6   | 0-63 |
| KTH Osquars              | -     | -     | -    | 67-0  | 29-18 | 37-0  | 7-0  |
| Roslagen Bulldogs        | 0-0   | 0-27  | -    | 0-0   | -     | 28-12 | -    |
| Telge Truckers           | 14-12 | -     | 6-24 | -     | 0-45  | 0-26  | 0-51 |
| Täby Flyers              | 34-0  | 14-06 | 42-0 | -     | -     | -     | 0-47 |
| Uppsala 86ers            | 14-14 | -     | 63-8 | 42-14 | 0-48  | -     | -    |
| Örebro Black Knights     | -     | 7-47  | 41-0 | -     | 6-40  | 62-20 | -    |

- Katrineholm Stallions drog sig ur

## Västra och Södra
Division 1 västra och södra spelades i samarbete med varandra. 
Lagen i A-grupperna möttes i dubbelmöten inom divisionerna och enkelmöten med lagen i den andra divisionen. Detsamma gällde B-grupperna. Enkelmöten spelades också inom divisionerna mellan A-gruppen och B-gruppen.

### Serierna
|   | Västra Grupp A       | SM | V | O | F | GP  | IP  | Poäng |
| - | -------------------- | -- | - | - | - | --- | --- | ----- |
| 1 | Borås Rhinos         | 10 | 7 | 1 | 2 | 254 | 120 | 15    |
| 2 | Göteborg Mustangs    | 10 | 6 | 0 | 4 | 259 | 195 | 12    |
| 3 | Halmstad Eagles      | 10 | 2 | 0 | 8 | 86  | 228 | 4     |
|   | Grupp B              | SM | V | O | F | GP  | IP  | P     |
| 4 | Carlstad Crusaders B | 8  | 5 | 0 | 3 | 198 | 133 | 10    |
| 5 | Lidköping Lakers     | 8  | 3 | 0 | 5 | 98  | 144 | 6     |
| 6 | Karlskoga Wolves     | 8  | 0 | 0 | 8 | 28  | 309 | 0     |

|   | Södra Grupp A         | SM | V | O | F | GP  | IP  | Poäng |
| - | --------------------- | -- | - | - | - | --- | --- | ----- |
| 1 | Ystad Rockets         | 8  | 5 | 1 | 2 | 166 | 96  | 11    |
| 2 | Wexio Vultures        | 8  | 5 | 1 | 2 | 181 | 65  | 11    |
| 3 | Kristianstad C4 Lions | 8  | 3 | 1 | 4 | 102 | 143 | 7     |
|   | Grupp B               | SM | V | O | F | GP  | IP  | P     |
| 4 | Jönköping Hawks       | 6  | 4 | 0 | 2 | 143 | 90  | 8     |

|   | Södra Grupp A         | SM | V | O | F | GP  | IP  | Poäng |
| - | --------------------- | -- | - | - | - | --- | --- | ----- |
| 1 | Ystad Rockets         | 8  | 5 | 1 | 2 | 166 | 96  | 11    |
| 2 | Wexio Vultures        | 8  | 5 | 1 | 2 | 181 | 65  | 11    |
| 3 | Kristianstad C4 Lions | 8  | 3 | 1 | 4 | 102 | 143 | 7     |
|   | Grupp B               | SM | V | O | F | GP  | IP  | P     |
| 4 | Jönköping Hawks       | 6  | 4 | 0 | 2 | 143 | 90  | 8     |

### Matchresultat
|                       | BR    | CCB   | GM    | HE   | JH    | KW   | C4    | LL    | WV    | YR    |
| --------------------- | ----- | ----- | ----- | ---- | ----- | ---- | ----- | ----- | ----- | ----- |
| Borås Rhinos          | -     | -     | 35-21 | 16-0 | -     | 61-0 | 6-6   | -     | -     | 6-24  |
| Carlstad Crusaders B  | 30-48 | -     | 26-8  | -    | 16-18 | 38-0 | -     | 28-18 | -     | -     |
| Göteborg Mustangs     | 26-27 | -     | -     | 34-0 | -     | 46-0 | 33-14 | -     | 12-54 | -     |
| Halmstad Eagles       | 0-28  | 15-12 | 21-23 | -    | -     | -    | -     | 0-22  | 6-8   | -     |
| Jönköping Hawks       | -     | -     | -     | -    | -     | 66-0 | -     | 33-6  | 0-20  | 26-24 |
| Karlskoga Wolves      | -     | 16-30 | -     | 6-32 | -     | -    | -     | 6-22  | -     | -     |
| Kristianstad C4 Lions | -     | -     | -     | 25-6 | 24-0  | -    | -     | -     | 19-12 | 0-16  |
| Lidköping Lakers      | 0-27  | 10-24 | 6-26  | -    | -     | 14-0 | -     | -     | -     | -     |
| Wexio Vultures        | 13-0  | -     | -     | -    | -     | -    | 56-6  | -     | -     | 6-6   |
| Ystad Rockets         | -     | -     | 12-30 | 54-6 | -     | -    | 14-8  | -     | 16-12 | -     |

## Slutspel

### Semifinal
Semifinalerna spelades inte då Borås Rhinos och Jamtland Republicans tackade nej till spel.

### Final
|  | 25 augusti 2002 | Ystad Rockets | 12–7 | KTH Osquars | Ystad IP |  |
|  |                 |               |      |             |          |  |
|  |                 |               |      |             |          |  |
|  |                 |               |      |             |          |  |